# Too Cold at Home
Too Cold at Home es el segundo álbum de estudio del cantante estadounidense de música country Mark Chesnutt. Lanzado 14 de septiembre de 1990 por MCA Récords. Certificado platino por la RIAA para ventas de un millón de copias, el álbum produjo 5 sencillos top 10 para Chesnutt en las listas Billboard Hot country songs. Cronológicamente, estos sencillos fueron  "Too Cold at Home" (#3), "Brother Jukebox" (#1), "Blame It on Texas" (#5), "Your Love Is a Miracle" (#3) y "Broken Promise Land" (#10). Dos de estos sencillos fueron grabados previamente por otros artistas: "Broken Promise Land" de Waylon Jennings en su álbum Turn the Page de 1985 y "Brother Jukebox" de Keith Whitley en su álbum de 1989 I Wonder Do You Think of Me, y antes de eso de Don Everly en 1977.

## Lista de canciones
| CD  |                               |          |  |
| N.º | Título                        | Duración |  |
| 1.  | «Too Cold at Home»            | 3:42     |  |
| 2.  | «Brother Jukebox»             | 3:05     |  |
| 3.  | «Blame It on Texas»           | 2:51     |  |
| 4.  | «Your Love Is a Miracle»      | 2:49     |  |
| 5.  | «Broken Promise Land»         | 3:06     |  |
| 6.  | «Too Good a Memory»           | 2:41     |  |
| 7.  | «Friends in Low Places»       | 3:28     |  |
| 8.  | «Lucky Man»                   | 3:24     |  |
| 9.  | «Hey You There in the Mirror» | 2:51     |  |
| 10. | «Danger at My Door»           | 3:15     |  |

- Datos: Q7823803